# Schloss Teplice

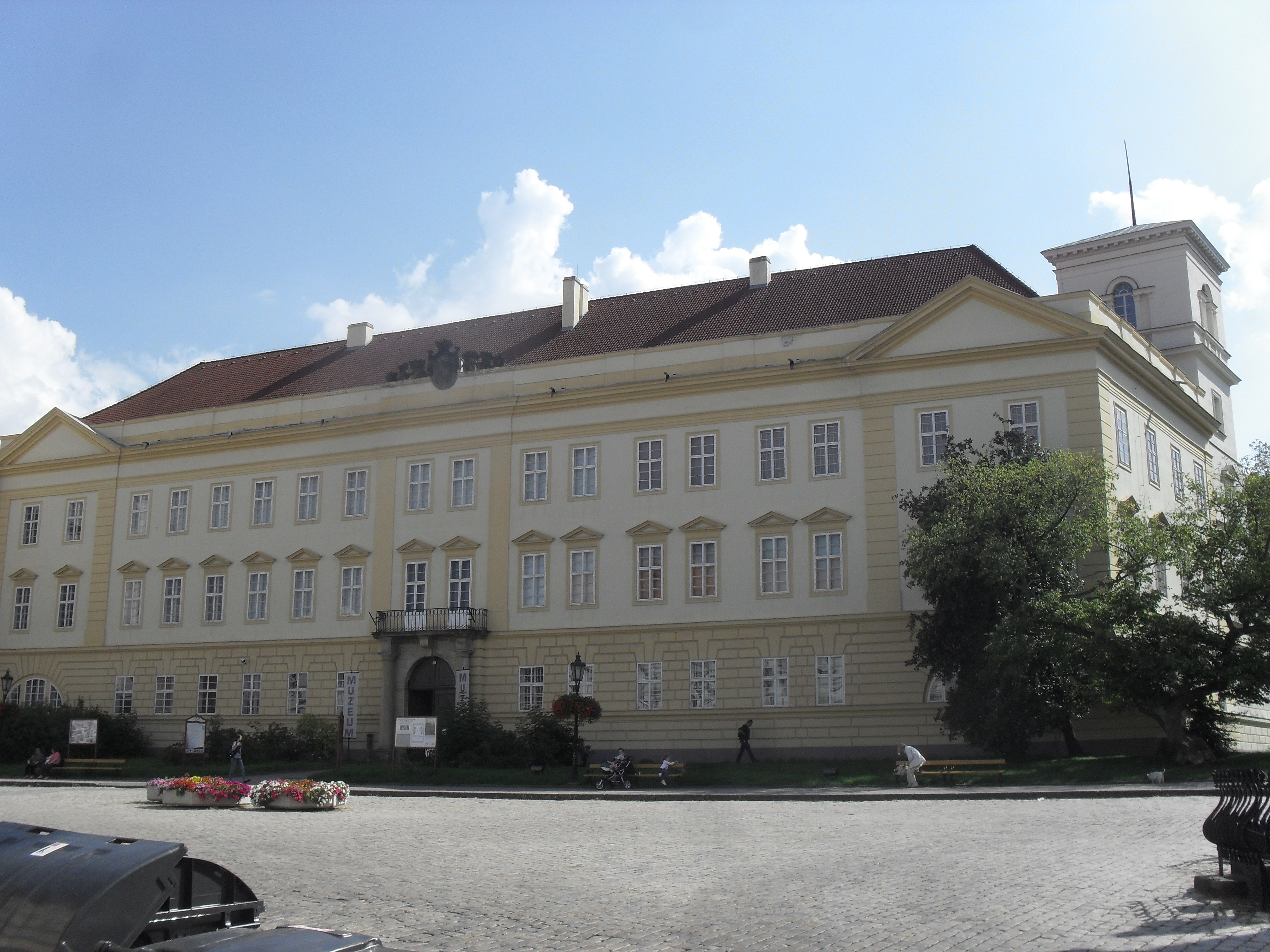
Schloss am Schlossplatz

Schloss Teplitz ist ein Schloss in der nordböhmischen Bezirksstadt Teplice in Tschechien.

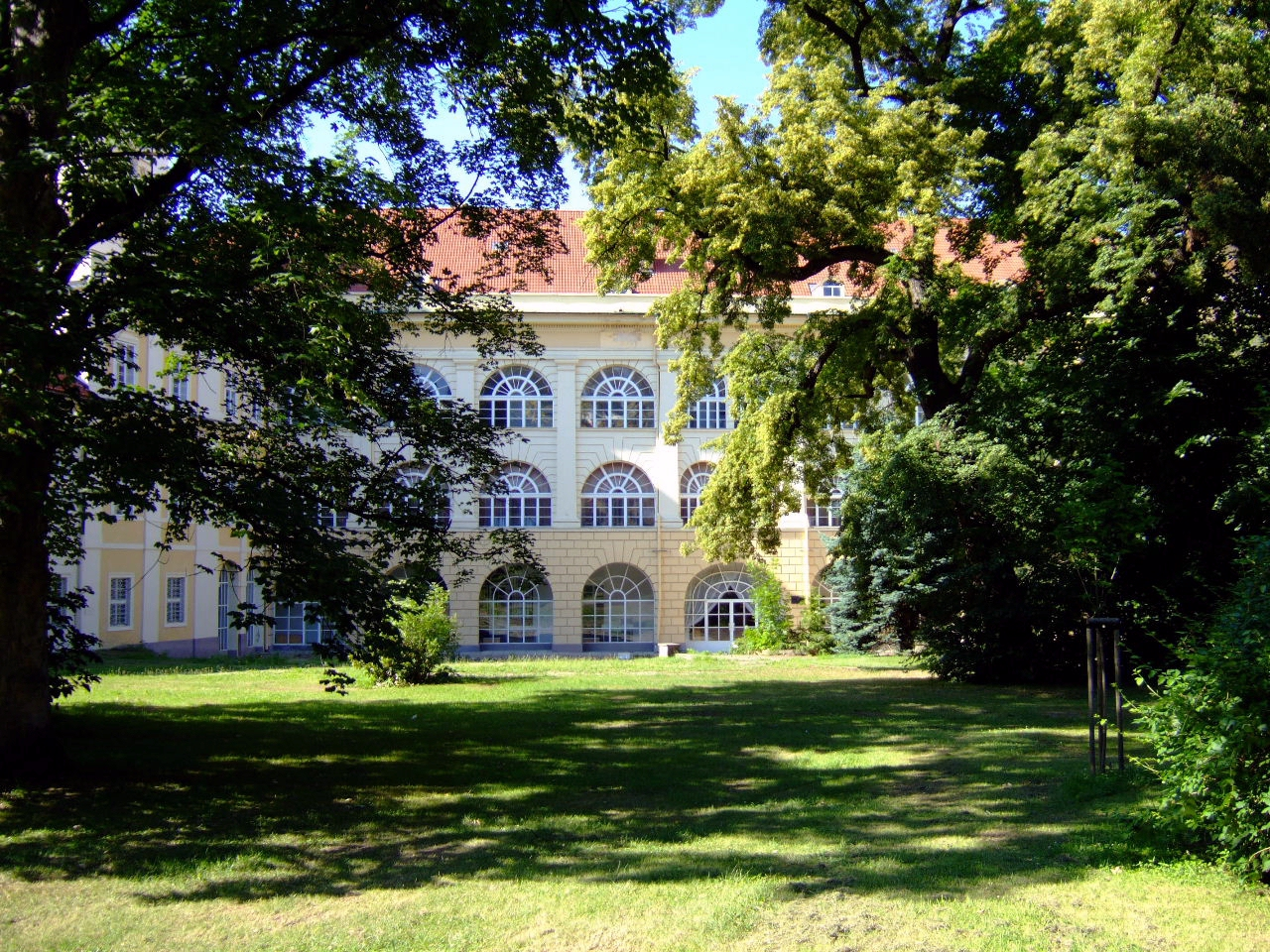
Schlosspark

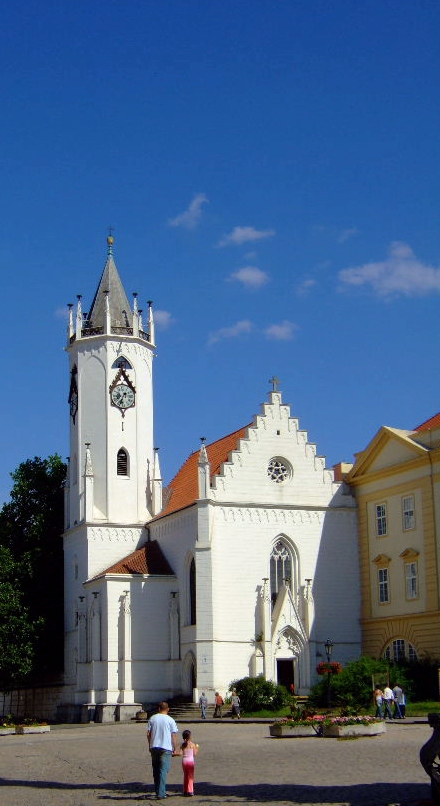
Schlosskirche zum Heiligen Kreuz

## Geschichte
In der zweiten Hälfte des 12. Jahrhunderts stiftete die böhmische Königin Judith am Ort des späteren Schlosses ein Benediktinerkloster, welches das zweitälteste seiner Art in Böhmen war. Es stand im Zusammenhang mit den warmen Quellen bei Schönau. Dieses Kloster fiel den Hussitenkriegen zum Opfer und wurde aufgegeben.
Unter der Regentschaft der böhmischen Königin Johanna von Rosental, in der zweiten Hälfte des 15. Jahrhunderts, wurde auf den Ruinen eine Veste errichtet. Dabei wurden Reste der erhaltenen romanischen und gotischen Gemäuer in den Burgbau integriert, die heute im Ostteil des Schlosses zu finden sind. Ebenfalls bis heute erhalten blieb die romanische Krypta der Klosterbasilika.
Heute ist im Innenhof des Schlosses auch der Grundriss dieser Klosterbasilika abgebildet.
Im 16. Jahrhundert ließ Wolf von Wrzessowitz eine Kirche errichten, deren Patrozinium die Erhöhung des Hl. Kreuzes wurde. Später wurde diese einfach als Schlosskirche zum Heiligen Kreuz (tschech. Zámecký kostel Povýšení sv. Kříže) bezeichnet. Auch das Hauptgebäude wurde in dieser Zeit in spätgotischem Stil begonnen.
1585 gelangte die Herrschaft Teplitz in den Besitz derer von Kinsky. Es erfolgte der Umbau des unvollendeten Haupttrakts im Stil der Renaissance, ferner entstand das Lusthaus, genannt Kolostuj-Türmchen. Als der böhmische Adlige Wilhelm Kinsky 1634 gemeinsam mit Wallenstein in Eger ermordet wurde, endete damit die Zeit der Kinskys in Teplitz.
Die konfiszierte Herrschaft erhielt der kaiserliche Marschall Johann von Aldringen. Dessen Nachfolger, die Adelsfamilie Clary-Aldringen, nahm umfassende barocke und klassizistische Umbauten und Erweiterungen vor. Sie ließen um das barocke „Neue Gebäude“ (Westflügel) errichten und fügten in der zweiten Hälfte des 18. Jahrhunderts das Theater hinzu.
Beim letzten großen Umbau, begonnen Ende des 18. Jahrhunderts, wurde die Vorderseite des Hauptgebäudes im klassizistischen Stil errichtet. Das in den Park hinausragende Empire–Vestibül entstand 1800. Auch die Schlosskirche wurde von 1798 bis 1806 im Stil der Zeit umgestaltet.
Zudem machten die Schlossherren das Anwesen zu einem Treffpunkt namhafter Personen aus Politik und Gesellschaft. Unter den Schlossgästen befanden sich unter anderem Charles Joseph de Ligne, Giacomo Casanova, Johann Wolfgang von Goethe, Frédéric Chopin und Franz Liszt.
Im Oktober 1945 wurde das Schloss aufgrund des Dekretes Nr. 108 des Präsidenten enteignet und die Adelsfamilie des Landes verwiesen.
Im Inneren des Schlosses Teplitz ist wertvolles Interieur erhalten geblieben, wie z. B. der Renaissancesaal mit gemalter Kassettendecke, der Rokokosaal mit reicher Stuckdekoration sowie sonstige zeitgenössische Einrichtung.

## Heutige Nutzung
Seit 1947 befindet sich im Schloss Teplitz das Regionalmuseum Teplice mit Ausstellungen zur Stadt-, Kur- und Regionalgeschichte mit einem Bestand von etwa 750.000 Objekten.
Die Schlosskirche wird seit den 1950er Jahren für Gottesdienste der Tschechischen Orthodoxen Kirche genutzt.